# Бальбоа (Леон)
Бальбоа (ісп. Balboa) — муніципалітет в Іспанії, у складі автономної спільноти Кастилія-і-Леон, у провінції Леон. Населення — 398 осіб (2010).
Муніципалітет розташований на відстані близько 370 км на північний захід від Мадрида, 110 км на захід від Леона.
На території муніципалітету розташовані такі населені пункти: (дані про населення за 2010 рік)
- Бальбоа: 93 особи
- Руїделамас: 1 особа
- Кантехейра: 42 особи
- Пумарін: 30 осіб
- Кастаньєйрас: 12 осіб
- Фуенте-де-Оліва: 6 осіб
- Чандевільяр: 23 особи
- Руїдеферрос: 5 осіб
- Вальверде: 15 осіб
- Вільярмарін: 7 осіб
- Ламагранде: 14 осіб
- Кінтела: 31 особа
- Вільяфейле: 47 осіб
- Парахіс: 3 особи
- Вільянуева: 14 осіб
- Кастаньйосо: 25 осіб
- Вільяріньйос: 30 осіб

## Демографія
Динаміка населення (INE ):

## Галерея зображень

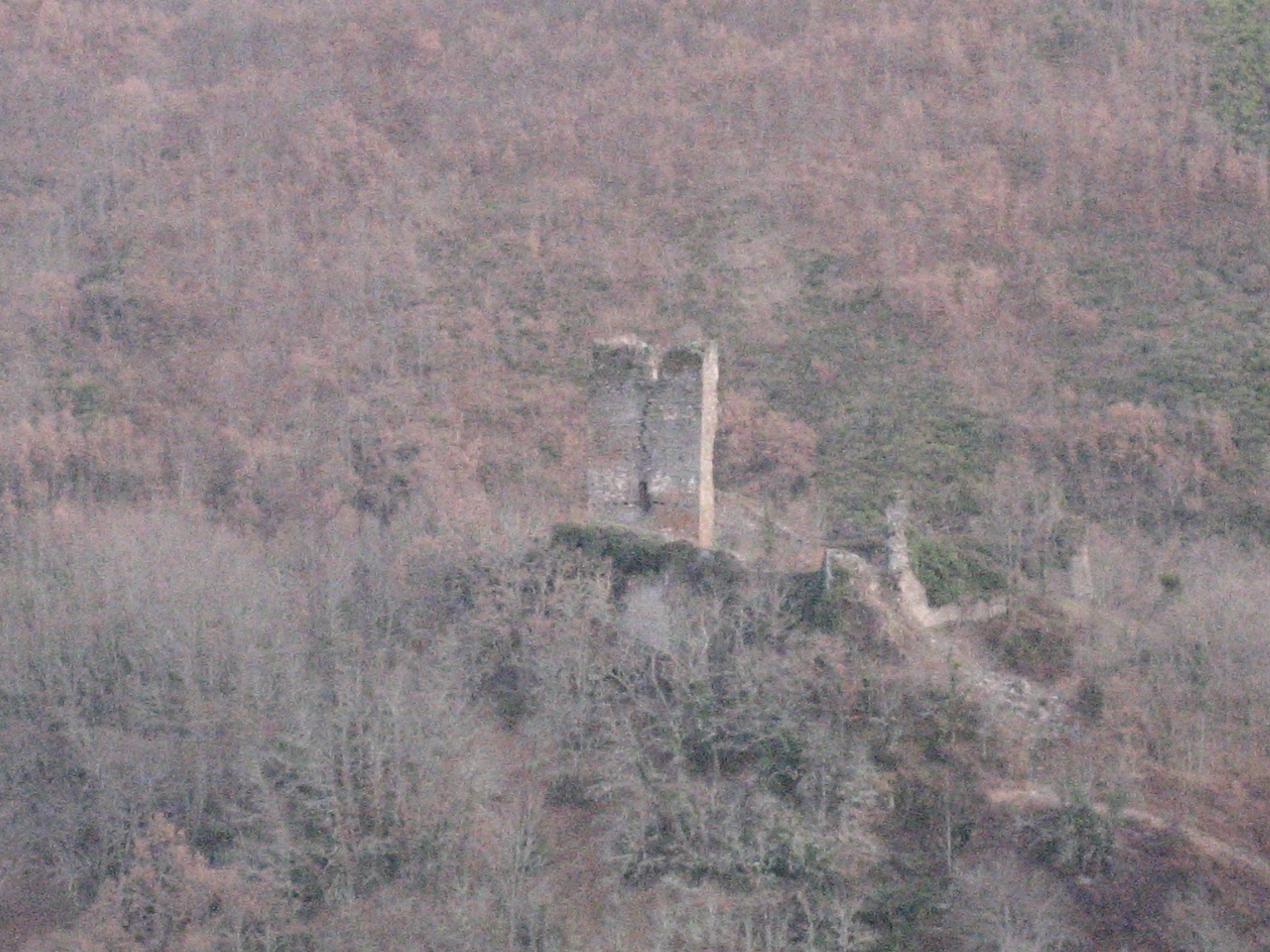
Замок Бальбоа